# 三和電子
三和電子株式会社（さんわでんし）は東京都板橋区にあるジョイスティックレバーや押しボタンなどのゲーム機用パーツを製造、販売する日本の企業である。

## 概要
主にゲーム機用のレバー・ボタンなどの入力デバイスの製造・販売をしている。
近年では、コンシューマーゲーム用のコントローラー製造メーカーMad Catz、HORIなどでは、本格指向のプレイヤー向けに三和電子製のジョイスティック、押しボタンを採用したコンシューマーゲーム用ジョイスティックコントローラーを発売している。

## 代表的な製品
JLF-TPシリーズジョイスティック1994年に発売開始の基板タイプジョイスティック。アーケードビデオゲームメーカーの標準採用品であり、Mad CatzのジョイスティックトーナメントエディションやHORIリアルアーケードシリーズにも採用されている。
JLF-TPRG静音ジョイスティック2004年に発売開始のジョイスティック。リードスイッチを採用し従来のジョイスティック特有のカチカチという音を解消した静音モデル。
OBSF-30押しボタン主にビデオゲーム筐体で使用される押しボタン。Mad CatzのジョイスティックトーナメントエディションやHORIリアルアーケードシリーズにも採用されている。
OBSFS-30静音押しボタン特殊な緩衝剤を用い素材同士の衝撃音と抑えた静音モデル。
VCD-18-C 18式コントロールデバイス『ツインスティック』
アーケード同等の品質のツインスティックを家庭に持ち込む事を目指した製品。本来簡易的に済ませる部分にも高品質な部品を使用し、一生モノを謳っている。電脳戦機バーチャロンシリーズの復刻企画から登場した。三和電子はタニタのクラウドファンディング企画に製造で参加した。後に一般販売が行われたが、2020年5月31日で受注終了となった。コントローラは消耗品のため、補修用の部品は継続的に生産する予定としている。